# Suracarta basinotata
Suracarta basinotata är en insektsart som först beskrevs av Butler 1874.  Suracarta basinotata ingår i släktet Suracarta och familjen spottstritar. Inga underarter finns listade i Catalogue of Life.